# كاتا دياز
دانييل ألبرتو دياز (بالإسبانية: Daniel Alberto Díaz)‏ (مواليد 13 يونيو 1979 في سان فيرناندو ديل فالي دي كاتاماركا - الأرجنتين) لاعب كرة قدم أرجنتيني يلعب حاليا لصالح نادي الدرجة الأولى خيتافي الإسباني منذ 2007 في مركز قلب الدفاع .

## روابط خارجية
- كاتا دياز على موقع الاتحاد الدولي (مؤرشف)  (الإنجليزية)
- كاتا دياز على موقع الاتحاد الأوربي (الإنجليزية)
- كاتا دياز على موقع قاعدة بيانات كرة القدم.إي يو (الإنجليزية)
- كاتا دياز على موقع ناشيونال فوتبول تيمز (الإنجليزية)
- كاتا دياز على موقع Soccerbase.com (لاعب) (الإنجليزية)
- كاتا دياز على موقع Soccerway.com (الإنجليزية)
- كاتا دياز على موقع كووورة
- كاتا دياز على موقع AS.com (الإسبانية)